# Безлидерное сопротивление
Безлидерное сопротивление (или фантомная сетевая структура) — стратегия политического сопротивления, представляющая собой формирование малых независимых групп (тайных ячеек). Безлидерное сопротивление может заниматься чем угодно, от ненасильственных методов до террористических актов. Несмотря на присутствие вертикальных связей, чёткая иерархия в таких сетях отсутствует.
Метод используется самыми разными группами, от террористов и до движения за права животных и противников абортов.
Развитие интернета создаёт дополнительные возможности для безлидерного сопротивления. Его участники могут связываться через интернет анонимно или полуанонимно и координировать свои действия (тактика флэшмоба).

## Применение

### Исламский терроризм
Безлидерное сопротивление часто подходит для террористических целей. Террористические акты в таком случае совершаются малыми независимыми группами (тайными ячейками) или отдельными людьми. При этом террористическая организация может быть пирамидальной, но её сторонники действуют независимо.

### Экологическое движение
В 1980-х радикальное экологическое движение «Earth First!» адаптировало модель безлидерного сопротивления. Используется «Фронтом освобождения Земли» (отколовшимся от движения Earth First!).

### Движение за права животных
Используется группами «Stop Huntingdon Animal Cruelty», Фронт освобождения животных. Связь между ячейками организована через интернет-сайты, содержащие списки потенциальных сторонников, списки лидеров (включая адреса), списки учреждений, проводящих опыты на животных.

## Контрмеры

### Анализ сетевого трафика
Безлидерное сопротивление уязвимо против методов, включающих в себя анализ каналов коммуникации. Этот факт служит причиной законодательного давления в США и ЕС за введение контроля над трафиком и ограниченный доступ к анонимным предоплаченным сотовым телефонам.
Сетевой анализ был успешно применён французским полковником Ивом Годардом для борьбы с алжирским сопротивлением между 1955 и 1957 годами. Ключевая информация устанавливалась с помощью информаторов и пыток. Таким образом были выяснены личности лидеров сопротивления, которые впоследствии ликвидировались, что разрывало сеть сопротивления.

### Организация информационного противостояния
Обычно массы без лидеров чутко отзываются на информацию как за, так и против. Поэтому достаточно осуществить массированную контрпропаганду среди колеблющихся и, в отсутствии ярких, харизматичных лидеров, способных увлечь людей за собой, переход части сторонников на прямо противоположную позицию — неизбежен .